# بيل نايلز
بيل نايلز (بالإنجليزية: Bill Niles)‏ هو لاعب كرة قاعدة أمريكي، ولد في 11 يناير 1867 في كوفينغتون في الولايات المتحدة، وتوفي في 3 يوليو 1936 في سبرينغفيلد في الولايات المتحدة.